# Josefa Camejo
Josefa Venancia de la Encarnación Camejo Talavera (península de Paraguaná, Venezuela, 18 de mayo de 1791y Fallece en Ciudad Bolívar, c. el 5 de julio de 1862), también conocida como La Camejo y Doña Ignacia, fue una de las líderes que luchó, como otras mujeres de la época, en la guerra de independencia de Venezuela apoyando la causa patriótica.

## Biografía
Hija de Miguel Camejo y de Sebastiana Talavera y Garcés, sus padres eran los propietarios del fundo en el que vivía, Aguaque, ubicado en la península de Paraguaná.
Asistió a la escuela en la ciudad de Coro y después fue enviada por sus padres a Caracas a proseguir sus estudios. Allí conoció los inicios de la independencia de Venezuela, que se produjeron el 19 de abril de 1810.

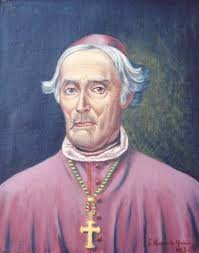
Monseñor Mariano de Talavera y Garcés, tío de Josefa Camejo.

En 1811, con 20 años de edad, se traslada a vivir junto con su madre a Barinas donde las esperaba su tío, el monseñor Mariano de Talavera y Garcés, que fue secretario de la Junta Patriótica de Mérida y que tuvo gran influencia en la educación de su sobrina.
Ante la ofensiva de los realistas, y alentada por su tío, Josefa Camejo reunió a un grupo de mujeres que querían participar en la lucha armada, y solicitaron al gobernador de la Provincia, Pedro Briceño del Pumar, que se contase con ellas para la lucha, asegurándole que:

«El sexo femenino, Señor Gobernador, no teme los horrores de la guerra, antes bien, el estallido del cañón no hará más que alentar, su fuego encenderá el deseo de libertad, que sostendrá a toda costa en obsequio del suelo patrio […]»

En 1813 contrajo matrimonio con Juan Nepomuceno Briceño Méndez, debió refugiarse del avance de los realistas trasladándose a Bogotá, donde nacería su primer hijo, Wenceslao.
Josefa se encarga de la desocupación de Barinas, conduciendo toda la caravana hasta su destino, si bien en la travesía murió su madre ahogada al cruzar el río Santo Domingo.
Embarazada, ante la masacre de Ocumare del Tuy, se traslada a Bogotá en donde permanece hasta la batalla de Boyacá en 1819, cuyo triunfo le permite el regreso y reunirse con su esposo.
En 1820, su tío Mariano le encarga detener la insurrección de Paraguaná, que logra reducir, disponiendo para ello de armas y derrotando en Baraived al jefe realista Chepito González, logrando la incorporación de la provincia de Coro a la independencia nacional el 3 de mayo de 1821 y preparando la llegada de las tropas del general Rafael Urdaneta.
Regresó a Barinas donde estaba su hija Teotiste y su esposo ya muy enfermo falleció.

## Lectura feminista del escrito de las barinesas
Aunque la historiografía ha recogido la participación de algunas mujeres que tomaron las armas, a medida que avanza la investigación histórica con enfoque de género, hay testimonios y cartas que demuestran que las mujeres participaron en política, colaborando en actividades conspirativas, organizando reuniones, actuando como correos y en acciones bélicas.
En el análisis de la participación de las mujeres en la independencia de Venezuela, debe considerarse la heterogeneidad predominante en países latinoamericanos en los que la configuración de la ciudadanía se ha estructurado sobre las diferencias de género, de etnia, división sexual del trabajo y sobre la distribución desigual y el control de los recursos de poder.
Las mujeres que firmaron el escrito, además de Josefa, fueron, entre otras, Nicolasa Briceño, María Miyares y Concepción Villafañe. Todas estaban al corriente de los hechos políticos y de las acciones militares:

Que noticiosas de la invasión que intentan los guayaneses en el punto de S. Fernando, y de que ha sido forzoso dirigir toda la fuerza que había de guarnición en esta plaza a aquel apostadero

Expresaron su descontento con el hecho de que «no se haya contado con ellas para proteger su seguridad».
Advirtiendo que la flaqueza es algo que se atribuye al sexo definido como débil, afirmaron:

«El sexo femenino, señor, no teme los horrores de la guerra: el estallido del cañón no hará más que alentarle, su fuego encenderá el deseo de su libertad, que sostendrá a toda costa en obsequio del suelo patrio.»

Es el conocimiento de lo que estaba sucediendo lo que las lleva a querer participar y a solicitar que se las destine a donde le pareciere conveniente al Gobernador. En su respuesta del Gobernador dijo ver con agrado que se guiaran por el sentimiento y no por el conocimiento.

«Dénsele al ‘bello sexo’ las más expresivas gracias, insinuándoseles el agrado con que el gobierno ve sus sentimientos nacidos de un verdadero amor a la patria, a cuyo servicio se destinará con oportunidad, ocupándosele de los negocios que se considere más útil.»

El escrito fue publicado en la prensa con el comentario referente a que por ser «dignas esposas, madres y amantes de los venezolanos de Barinas, no podían ser indiferentes a la suerte de su país».

«No puede concebirse que actúen por sí mismas, porque su seguridad está en peligro, porque individualmente se consideran capaces de hacerlo. Hasta en el sacrificio se asume que la mujer lo ofrece por otro y que está obligada a él, por la condición que resulta de su relación con algún hombre.»

## Reconocimientos

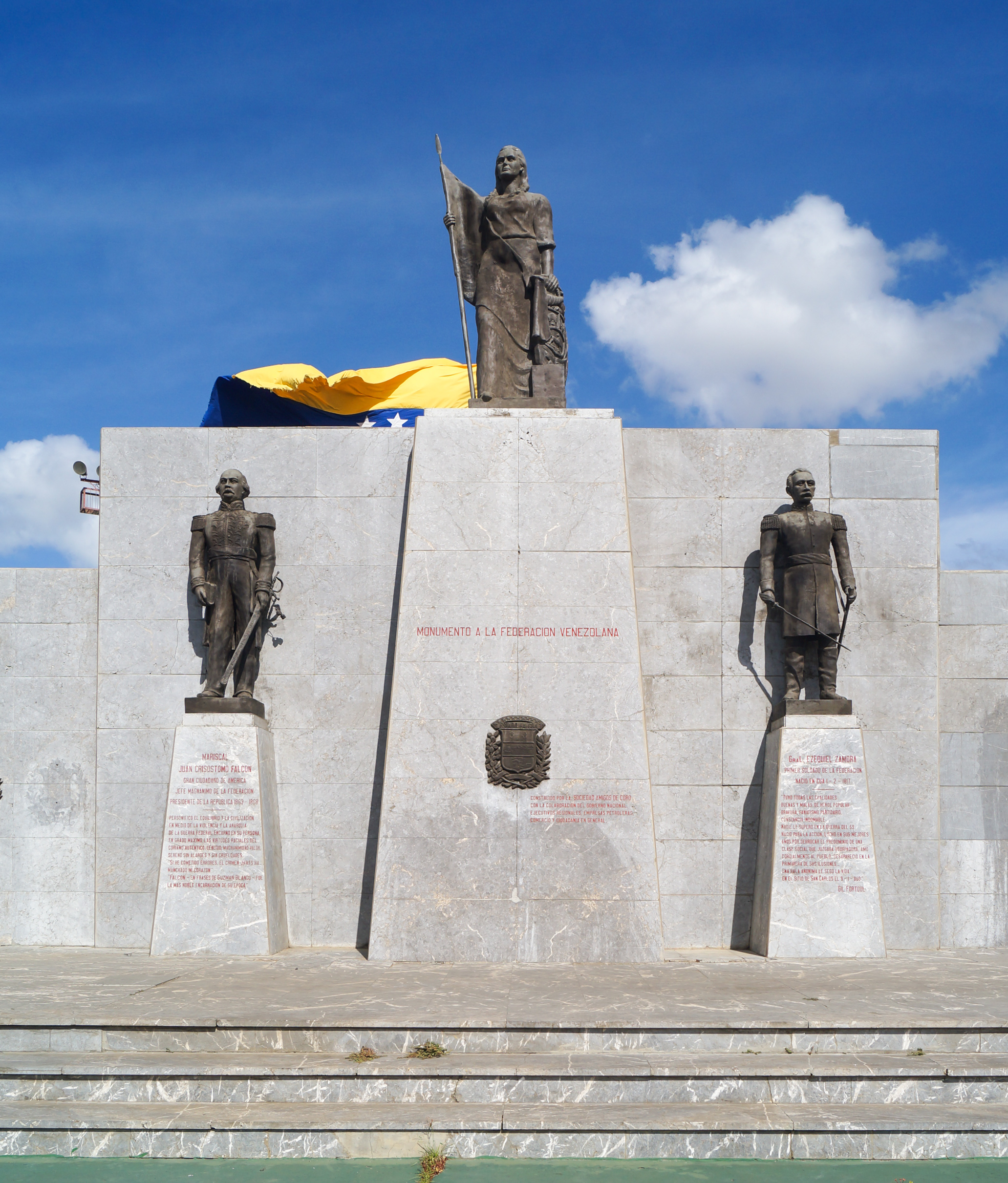
En Coro, parte central del monumento a la Federación Venezolana donde se observa la escultura de Josefa Camejo.

- El 8 de marzo de 2002, Día Internacional de la Mujer, el presidente de Venezuela realizó la ceremonia de incorporación simbólica de Josefa Camejo al Panteón Nacional.
- El aeropuerto internacional de Paraguaná, Estado en el que nació Josefa Camejo, lleva su nombre.
- En la ciudad de Coro existe un monumento a la Federación Venezolana que en la parte central destaca la escultura que representa a Josefa Camejo.
- En Pueblo Nuevo, la plaza Josefa Camejo.
- En la ciudad de Coro existe una avenida que lleva su nombre.